# Halowe Mistrzostwa Europy w Lekkoatletyce 1975 – bieg na 60 m przez płotki kobiet
Bieg na 60 metrów przez płotki kobiet – jedna z konkurencji biegowych rozgrywanych podczas halowych lekkoatletycznych mistrzostw Europy w hali Rondo w Katowicach. Eliminacje i bieg finałowy zostały rozegrane 8 marca 1975. Zwyciężyła reprezentantka Polski Grażyna Rabsztyn. Tytułu zdobytego na poprzednich mistrzostwach nie obroniła Annerose Fiedler z Niemieckiej Republiki Demokratycznej, która tym razem zajęła 4. miejsce.

## Rezultaty

### Eliminacje
Rozegrano 2 biegi eliminacyjne, do których przystąpiło 12 biegaczek. Awans do półfinału dawało zajęcie jednego z pierwszych dwóch miejsc w swoim biegu (Q). Skład finału uzupełniły dwie zawodniczki z najlepszym czasem wśród przegranych (q).
Opracowano na podstawie materiału źródłowego.
Bieg 1
| Miejsce | Zawodniczka       | Czas | Uwagi |
| ------- | ----------------- | ---- | ----- |
| 1       | Grażyna Rabsztyn  | 8,06 | Q     |
| 2       | Tatjana Anisimowa | 8,20 | Q     |
| 3       | Meta Antenen      | 8,22 | q     |
| 4       | Annerose Fiedler  | 8,24 | q     |
| 5       | Silvia Kempin     | 8,30 |       |
| 6       | Chantal Réga      | 8,50 |       |

Bieg 2
| Miejsce | Zawodniczka        | Czas | Uwagi |
| ------- | ------------------ | ---- | ----- |
| 1       | Annelie Ehrhardt   | 8,16 | Q     |
| 2       | Tatjana Worochobko | 8,25 | Q     |
| 3       | Teresa Nowak       | 8,32 |       |
| 4       | Teresa Sukniewicz  | 8,41 |       |
| 5       | Mieke van Wissen   | 8,54 |       |
| 6       | Penka Bonewa       | 8,55 |       |

### Finał
Opracowano na podstawie materiału źródłowego.
| Miejsce | Zawodniczka        | Czas |
| ------- | ------------------ | ---- |
| 1       | Grażyna Rabsztyn   | 8,04 |
| 2       | Annelie Ehrhardt   | 8,12 |
| 3       | Tatjana Anisimowa  | 8,21 |
| 4       | Annerose Fiedler   | 8,25 |
| 5       | Tatjana Worochobko | 8,40 |
| 6       | Meta Antenen       | 8,60 |